# Якуб, Мохаммад
Мохаммад Якуб Муджахид или мулла Якуб (пушту ‎и дари ملا محمد; род. 1990) — афганский политик, религиозный и военный деятель, старший сын Мухаммеда Омара. Ныне — и. о. министра обороны Афганистана.

## Биография
По происхождению — пуштун из клана Хотакиen объединения Гильзаи. Родился в 1990 году, получил религиозное образование в различных исламских религиозных школах города Карачи (Пакистан).
Когда его отец Мухаммед Омар умер в апреле 2013 года, и появились слухи о том, что он был убит своим соперником Ахтаром Мансуром, Якуб опроверг эти слухи, настаивая на том, что его отец умер естественной смертью. Тем не менее, Якуб, как сообщается, отказался поддержать назначение Мансура лидером «Талибана». Он не хотел, чтобы тот занимал руководящую должность.
В 2016 году Якуб был назначен руководителем военной комиссии в 15 из 34 провинций Афганистана. Военная комиссия, возглавляемая Ибрагимом Садром, отвечала за надзор по военными делам талибов. Кроме того, он был включён в высший руководящий совет «Талибана». 21 мая 2016 года было объявлено о смерти Мансура, на посту лидера «Талибана» его сменил Хайбатулла Ахундзада. Позже Якуб был назначен вторым заместителем главы «Талибана».
29 мая 2020 года влиятельный высокопоставленный командир талибов Мухаммад Али Джан Ахмед сказал Foreign Policy, что Якуб стал исполняющим обязанности лидера всего «Талибана» после того, как Ахундзада заразился COVID-19, заявив:
Наш герой, сын нашего великого лидера, мулла Якуб руководит всеми операциями «Талибана» в отсутствие Хайбатуллы.
1 сентября 2021 года «Талибан» объявил о формировании своего правительства Афганистана и утвердил Мохаммада Якуба министром обороны.

## Политические взгляды и заявления
Мохаммед Якуб считался до завершения войны в Афганистане «умеренным» и поддерживал урегулирование конфликта путём переговоров. Он был ярым сторонником бывшего лидера «Талибана» и, по некоторым данным, имел связи в Саудовской Аравии.
24 сентября мулла Мохаммад Якуб выступил с обращением к боевикам движения «Талибан», в котором призвал проявлять их сдержанность в отношении внесудебных расправ.
Мы приказываем не допускать их в свои ряды, иначе против вас будут приняты строгие меры. Нам не нужны такие люди в наших рядах.
Как вы все знаете, в соответствии с объявленной в Афганистане всеобщей амнистией ни один моджахед не имеет права кому-либо мстить.
Однако Мохаммад Якуб признал в аудиозаписи, полученной журналистами, что боевики совершали так называемые «убийства мести» — несмотря на амнистию «Талибана» по отношению к своим противникам после возвращения к власти в Афганистане.
27 сентября Мохаммад Якуб, после сообщений ряда международных СМИ, которые обращали внимание на то, что бойцы «Талибана» ведут более приближенный к западному образ жизни, призвал талибов «выполнять возложенные на них задачи», ибо в противном случае они «разрушают статус, который был создан кровью наших мучеников».
Так [как ведёте себя вы] ведут себя полководцы и бандюки марионеточного режима [власти Афганистана, которую свергнул «Талибан»].цитата The Wall Street Journal
Накануне 25 октября Якуб заявил, что талибы не допустят использования территории Афганистана для атаки на другие государства и готовы к сотрудничеству со всеми соседними странами.